# ویشین
ویشین (به چکی: Věšín) یک منطقهٔ مسکونی در جمهوری چک است که در شهرستان پرژیبرام واقع شده‌است.